# Otto Fulst
Otto August Friedrich Fulst (* 6. Mai 1865 in Linden; † Mai 1945 in Köslin) war ein deutscher Nautiklehrer.

## Leben
Fulst ging auf das Leibniz-Realgymnasiums in Hannover und machte dort Abitur. Er studierte von 1885 bis 1889 in Leipzig, Berlin und Göttingen Mathematik und Naturwissenschaften, bevor 1889/90 bei der Fußartillerie diente. 1890 promovierte Fulst in Göttingen mit einer geometrisch-analytischen Arbeit. Am 1. Oktober 1891 trat Fulst eine Stellung als Lehrer an der Seefahrtsschule Bremen an und von 1901 bis 1905 lehrte er an der Navigationsschule Hamburg. 1905 trat Fulst in Berlin eine Stelle als Reichsinspektor für Seeschiffer- und Seesteuermannsprüfungen als Kollege von Carl Schrader an. Neben dieser Aufgabe wurde er Referent für die preußischen Navigationsschulen im Ministerium für Handel und Gewerbe, wo er eine Neuordnung des Navigationsschulwesens in die Wege leitete. 1923 übernahm er die Stelle Schraders, der in den Ruhestand eingetreten war. Ab 1925 war Fulst Reichsbeauftragter für das Seefahrtsschulwesen. 1931 trat er in den Ruhestand ein, arbeitete aber weiterhin an der Herausgabe zahlreicher Publikationen mit. Bis in den Zweiten Weltkrieg wohnte Fulst in Berlin, verlor durch die Kriegsereignisse seine Wohnung und siedelte nach Köslin um, wo er im Mai 1945 unter ungeklärten Umständen umkam.
Otto Fulst war Verfasser bzw. Mitautor zahlreicher Lehrbücher der Nautik. Unter anderem führte er Arthur Breusings Nautische Tafeln als Fulst Nautische Tafeln weiter.

## Schriften (Auswahl)
- Vierstellige Nautische Tafeln, 1897, M. Heinsius Nachf., Bremen
- Azimuttafel, 1898, M. Heinsius Nachf., Bremen
- Nautische Aufgaben, 1898, autographiert, später bei Eckardt & Meßdorff, Hamburg verlegt.
- mit Heinrich Meldau, Carl Schilling (Bearbeiter): Arthur Breusing: Steuermannskunst, Leipzig 1909, Bremen 1924.
- mit Heinrich Meldau Nautische Aufgaben, Eckardt und Messtorf, Hamburg 1910, Dingwort Verlag, Hamburg Altona.
- mit Meldau, Schilling Nautische Tafeln, 1923, 1929 (auch Breusings Nautische Tafeln 1917).